# تپه لابن
تپه لابن مربوط به دوران‌های تاریخی پس از اسلام است و در شهرستان رودسر، ۲۰۰ متری جنوب شهرک مهدیه برمکوه واقع شده و این اثر در تاریخ ۲ بهمن ۱۳۸۲ با شمارهٔ ثبت ۱۰۷۵۶ به‌عنوان یکی از آثار ملی ایران به ثبت رسیده‌است.